# Nossa Senhora da Graça (Nisa)
Nossa Senhora da Graça is een plaats (freguesia) in de Portugese gemeente Nisa en telt 1573 inwoners (2001).